# ماکالو
ماکالو (در نپال: मकालु، چینی رسمی: Makaru؛ چینی: 马卡鲁山، پین‌یین: Mǎkǎlǔ Shān; Makalungma در زبان لیمبو) کوهی منفرد واقع در ۲۲کیلومتری شرق کوه اورست است و شکلی شبیه به یک هرم چهار وجهی دارد. به عنوان یکی از سخت‌ترین کوه‌ها برای صعود، مطرح شده و دلیل آن شیب بسیار زیاد و تیغه‌های تیز خط الراس آن می‌باشد. کوه ماکالو همراه با قلل اورست و لهوتسه در منطقه هیمالیای «خومبو روالینگ» قرار دارد. هیمالیای خومبو به وسیلهٔ رودخانه آرون از هیمالیای «کانگچنجونگا» جدا گشته‌است، که از شمال به جنوب هیمالیا در جریان است و به وسیلهٔ رودخانه «دودوکسی» که از یخچالهای هیمالیای خومبو سرچشمه می‌گیرد از هیمالیای روالینگ جدا می‌شود. این خط الراس در طول مرز نپال و تبت از غرب به شرق و از قلل چوآیو، پوموری، اورست و سپس گردنه جنوبی اورست به سمت قله لوتسه امتداد می‌یابد و در نهایت به شرق و قله ماکالو کشیده می‌شود. ارتفاع قله ۸۴۶۳ متر است.
در بهار ۱۹۵۵ تیم فرانسوی با سرپرستی «ژان کوزی» به ماکالو آمد. گروهی از اعضای تیم آناپورنای ۱۹۵۰ و تعدادی از نفرات پائیز ۱۹۵۴ ماکالو عضو تیم بودند، از جمله «گیدو مانون» کسی که در ۱۹۵۲ به همراه «لیونل تری» اولین صعود «فیتزروی» در "پاتاگونیاً را انجام داده بود. در روز ۱۵ می‌تری و کوزی به عنوان اولین کوهنوردان با کمک اکسیژن مصنوعی به قله رسیدند. در واقع این تیم آنقدر کپسول اکسیژن داشت که نفراتش در ارتفاع پائین هم از اکسیژن کمک می‌گرفتند.
راه حقیقی دیواره غربی ماکالو که چند گروه روی آن کار کرده‌اند ولی هیچ‌یک از ۷۳۰۰ متر بالاتر نرفتند همچنان صعود نشده باقی مانده‌است و از دید برخی، این راه «آخرین مشکل بزرگ» ۸۰۰۰ متری‌ها می‌باشد و همچنین این اطمینان وجود دارد که در آغاز قرن جدید صعود گردد.

## صعودکنندگان
- در بهار ۱۳۸۰ هفت تن از اعضای تیم ۱۶ نفره ملی کوهنوردی ایران موفق به صعود قله ماکالو شدند. رضا زارعی در وبلاگ خود "کوه قاف" اعتراف نمود که تیم اعزامی فدراسیون کوه‌نوردی در سال ۱۳۸۰ هیچگاه به قله نرسیده‌است: "... در صعود سال ۸۰ زمانی که در هوایی بسته و همراه با بوران به انتهای برج قله (قله فرعی رسیدم) به خیال آنکه آن مکان انتهای مسیر قله است با شنیدن فریادهای آقای افلاکی که به دلیل خطرناک بودن مسیر مرا به بازگشت فراخوانده بود به پائین بازگشتم… اینک با افتخار عنوان می‌کنم من تنها تا قله فرعی ماکالو صعود کرده‌ام.
- عظیم قیچی ساز به عنوان اولین ایرانی در تاریخ ۴ اردیبهشت ۹۲ این قله را فتح کرد.[۱][۲] پروانه کاظمی نیز از پس از صعود ناتمام به دلیل زمین‌لرزه نپال در سال ۱۳۹۴، در بهار ۱۳۹۵ توانست به‌عنوان نخستین زن ایرانی، ماکالو را فتح کند. وی بدون اکسیژن کمکی تا ارتفاع ۷۶۰۰ متری صعود کرده و پس از آن با استفاده از اکسیژن به قله رسید.[۳]
- افسانه حسامی فرد در دوشنبه ۱۷ اردیبهشت ۱۴۰۳ موفق به صعود این قله شد.